# アドヴィックス
株式会社アドヴィックス（英: ADVICS Co., Ltd.）は、愛知県刈谷市に本社を置く自動車部品サプライヤー。アイシングループ主要13社の一つ。
ブレーキシステムにおいて、2013年時点で国内シェア50%以上、世界シェア10%以上となっている。

## 概要
アイシン精機およびデンソー、住友電気工業、トヨタ自動車のブレーキ部門を統合し、2001年（平成13年）に設立された。
自動車用ブレーキシステムおよびその構成部品の製造販売を行っており、ブレーキシステムで国内最大手。またボッシュやコンティネンタル・オートモーティブの日本法人とESC普及委員会を設立し、自動車メーカーごとに異なる横滑り防止機構の呼称をESC（エレクトロニックスタビリティコントロール）に統一するための普及活動を行っている。

## 沿革
- 2001年（平成13年）
  - 7月3日 - 会社設立。
  - 10月 - 営業開始。
- 2002年（平成14年）1月 - 米国にADVICS North America, Inc.を設立。
- 2003年（平成15年）4月 - 住友電気工業より、米国生産拠点2社を取得。
- 2004年（平成16年）7月 - 本社屋竣工、基本理念制定、環境方針制定。
- 2005年（平成17年）1月 - ISO 14001審査・登録。
- 2007年（平成19年）4月 - ソフトウェア開発プロセス評価指標・CMMI®の成熟度レベル2を達成。
- 2008年（平成20年）4月1日 - 住電ブレーキ・エス・アンド・イー株式会社（現・アドヴィックスセールス）の株式の80%を取得し子会社化[7]。
- 2009年（平成21年）1月 - CMMIでレベル3を達成.
- 2010年（平成22年）
  - 4月 - アイシン精機株式会社（現・アイシン）より刈谷工場およびASブレーキシステムズ株式会社の生産設備と株式を譲受[8]。
  - 7月 - アイシン精機より、米国生産拠点を取得。
- 2012年（平成24年）
  - 5月 - CMMIでレベル4を達成.
  - 9月 - ISO 9001およびISO/TS16949審査・登録。
- 2013年（平成25年）11月 - デミング賞を受賞。
- 2014年（平成26年）12月 - 実質的な支配株主に該当するトヨタ自動車からブレーキシステム関連における事業継承の契約を締結。
- 2016年（平成28年）10月31日 - アイシン精機、デンソー、トヨタ自動車の3社に対する第三者割当増資を実施し、持株比率を変更[3]。
- 2018年（平成30年）
  - 2月28日 - 豊生ブレーキ工業の第三者割当増資を引き受け、同社の株式の50.1%を取得、連結子会社化。
  - 4月1日 - 日清紡ブレーキのドラムブレーキ事業を継承した、豊生ブレーキ工業の連結子会社であるAHブレーキ株式会社が営業開始。
  - 8月1日 - S&Eブレーキ株式会社を、アドヴィックスセールス株式会社に社名変更。
- 2022年（令和4年）4月1日 - AHブレーキを豊生ブレーキ工業に統合。

## 主な製品
- ABS（アンチロック・ブレーキ・システム）
- ESC（横滑り防止機構）
- ブレーキブースター（倍力装置）
- マスターシリンダー
- フットレリーズパーキングブレーキ
- エレクトリックパーキングブレーキ
- ディスクブレーキキャリパー
- ブレーキパッド
- ブレーキディスク
- ブレーキASSY

など

## 国内拠点
- 本社（愛知県刈谷市）
- 藤岡分室（愛知県豊田市）
- 刈谷工場（愛知県刈谷市）
- 半田工場（愛知県半田市）
- 東京営業所
- 宇都宮営業所
- 浜松営業所
- 大阪営業所
- 広島営業所

## 海外拠点
- ADVICS North America, Inc.（アメリカ・オハイオ州）
- ADVICS Manufacturing Ohio, Inc.（アメリカ・オハイオ州 ）
- SAFA, L.L.C.（アメリカ・ジョージア州）
- ADVICS Manufacturing Indiana, L.L.C.（アメリカ・インディアナ州）
- ADVICS Asia Pacific Co., Ltd．（タイ・プラチンブリ県）
- ADVICS Manufacturing (Thailand) Co., Ltd.（タイ・チョンブリ県）
- PT. ADVICS INDONESIA（インドネシア）
- 愛徳克斯(天津)汽車零部件有限公司（中国・天津市）
- 愛徳克斯(広州)汽車零部件有限公司（中国・広州市）
- 愛徳克斯(常州)管理有限公司（中国・江蘇省常州市）
- 愛徳克斯(福州)汽車零部件有限公司（中国・福建省福州市）
- 愛徳克斯(雲浮)汽車零部件有限公司（中国・広東省雲浮市）
- 台湾愛徳克汽車零件股紛有限公司（台湾・台中市）
- ADVICS Europe GmbH（ドイツ・ノイ イーゼンブルグ）
- ADVICS Manufacturing Czech s.r.o.（チェコ・ピーセク市）
- ADVICS North India Private Limited（インド・ハリヤナ州）
- ADVICS South India Private Limited（インド・カルナタカ州）
- COMPO ADVICS (INDIA) Private Limited（インド・マハラシュトラ州）

## ネーミングライツパートナー

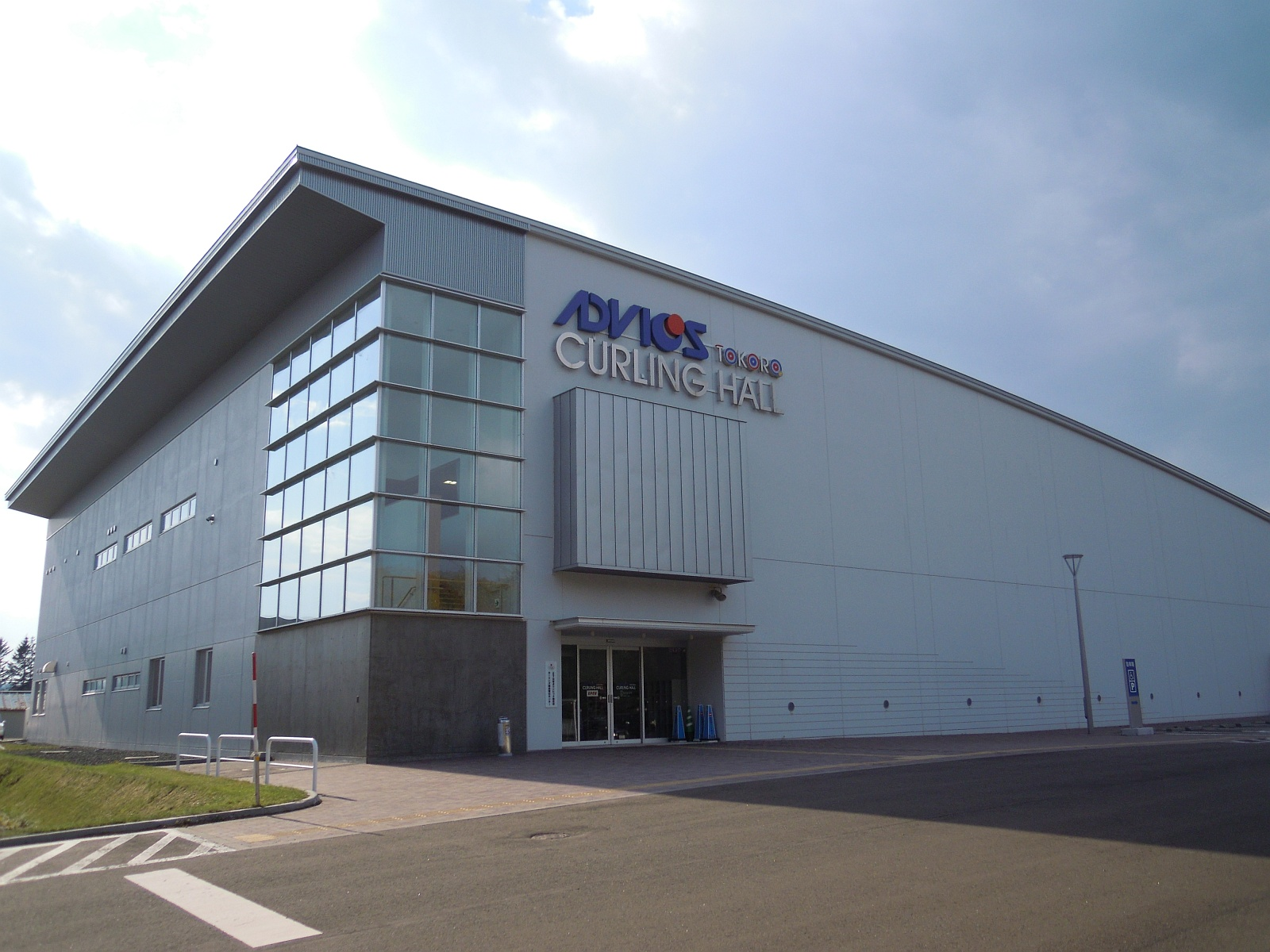
アドヴィックス常呂カーリングホール

北海道北見市が常呂町に新たに建設し、2013年（平成25年）11月1日にオープンした国内最大級の屋内カーリングホールのネーミングライツを取得した。
施設愛称は「アドヴィックス常呂カーリングホール」。